# Schausia langazana
Schausia langazana là một loài bướm đêm trong họ Noctuidae.